# Continental Association
La Continental Association (in italiano Associazione Continentale), conosciuta anche come Articles of Association o semplicemente Association fu un accordo tra le colonie americane adottato dal Primo congresso continentale a Filadelfia il 20 ottobre 1774. Fu un passo ulteriore verso la Rivoluzione Americana perché prevedeva un boicottaggio commerciale da parte delle colonie nei confronti dei mercanti britannici. Il Congresso sperava che imponendo sanzioni economiche sulle importazioni e le esportazioni britanniche potesse mettere pressione sul Parlamento britannico affinché affrontasse i reclami delle colonie, in particolare abrogando gli Atti Intollerabili, fortemente osteggiati dalle colonie stesse.